# Jinyunpelta

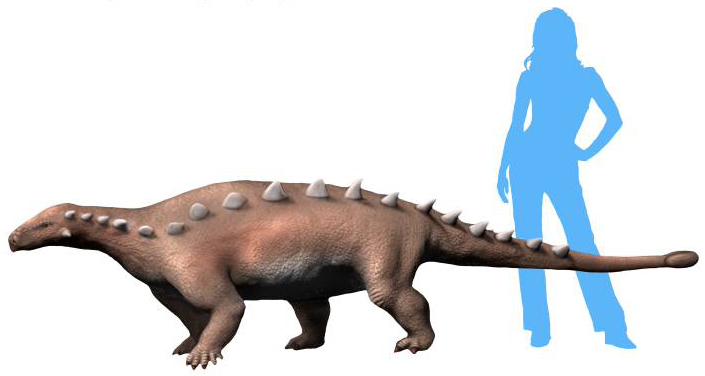
Jinyunpelta sinensis

Jinyunpelta sinensis is een plantenetende ornithischische dinosauriër, behorend tot de Ankylosauria, die tijdens het midden van het Krijt leefde in het gebied van het huidige China.

## Vondst en naamgeving
Juni 2008 vond boer Li Meiyun op een bouwplaats te Huzhen in de prefectuur Jinyun het skelet van een ankylosauriër. Tussen 2008 en 2014 werden opgravingen verricht door een gezamenlijk team van het Zhejiang Museum of Natural History, het Jinyun Museum en het Fukui Prefectural Dinosaur Museum. In 2013 werden daarbij vijf ankylosaurische skeletten opgegraven. Men besloot op basis van twee daarvan een nieuwe soort te benoemen, terwijl de preparatie van de overige skeletten voortgezet werd.
In 2018 werd de typesoort Jinyunpelta sinensis benoemd en beschreven door Zheng Wenjie, Jin Xingsheng, Yoichi Azuma, Wang Qiongying, Kazunori Miyata en Xu Xing. De geslachtsnaam combineert Jinyun met het Oudgriekse peltè, "klein schild", een gebruikelijk achtervoegsel in de namen van ankylosauriërs. De soortaanduiding verwijst naar de herkomst uit China.

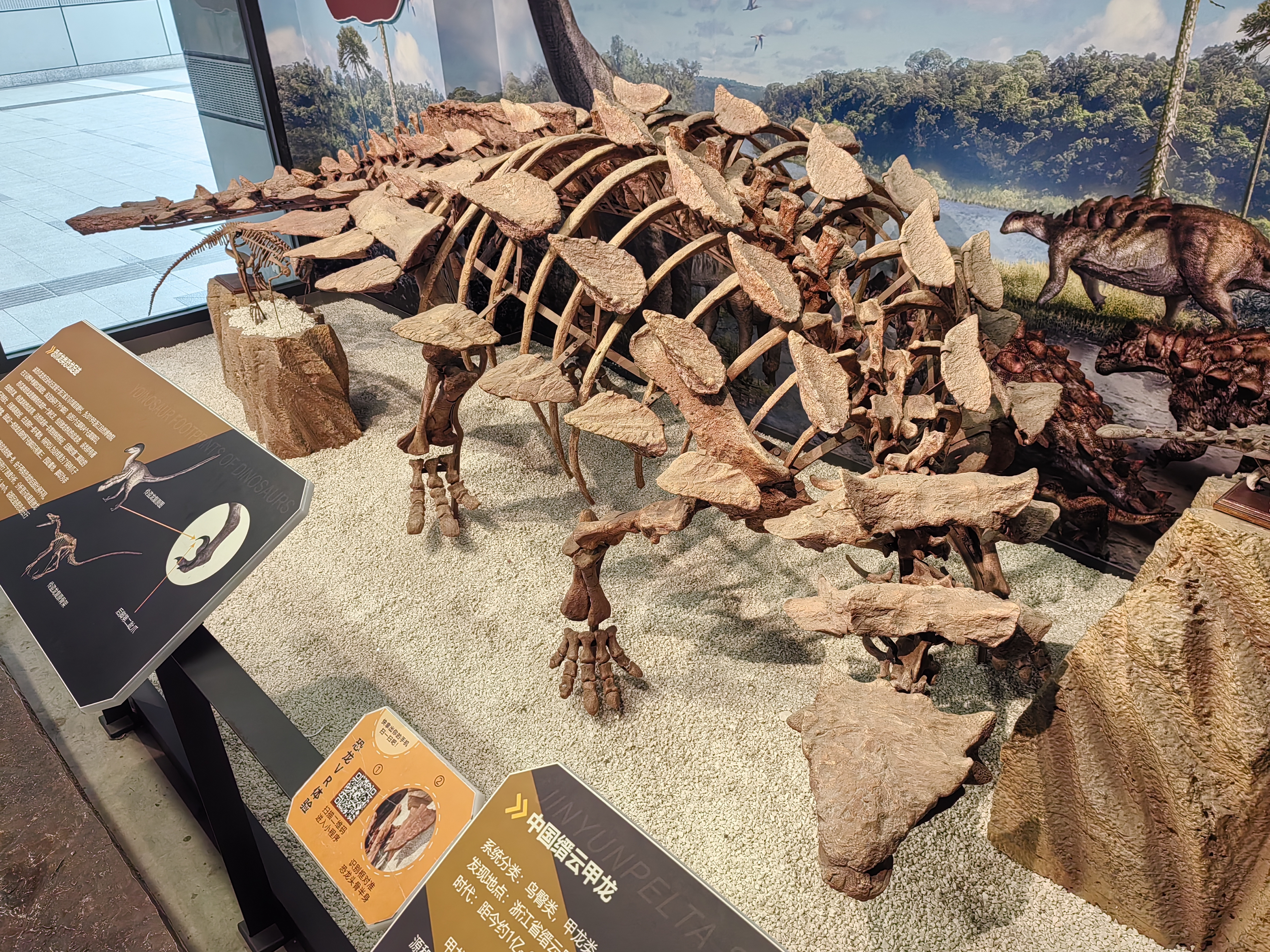
Een model van het skelet

Het holotype, ZMNH M8960, is gevonden in een laag van de Liangtoutangformatie die dateert uit de grens tussen het Opper-Krijt en het Onder-Krijt, Albien-Cenomanien, ongeveer honderd miljoen jaar oud. Het bestaat uit een gedeeltelijk skelet met complete schedel. De ledematen hiervan ontbreken op het rechteropperarmbeen, een hand en het linkerdijbeen na. Het paratype is ZMNH M8963, een skelet zonder schedel maar met het linkeronderbeen en een volledige staartknots. Het werd op twee tot drie meter afstand van het holotype gevonden.
In 2021 werden microkrassen op het gebit beschreven.

## Beschrijving

### Grootte en onderscheidende kenmerken
De skeletten wijken van elkaar af in grootte en wijzen op individuen van vier tot zes meter lengte, met een gewicht van ruwweg één tot drie ton.
De beschrijvers wisten enkele onderscheidende kenmerken vast te stellen. Sommige daarvan zijn autapomorfieën, unieke afgeleide eigenschappen. Achter het neusgat bevinden zich twee extra openingen, de paranasalia C1 en C2, die op hetzelfde niveau liggen als het middelpunt van het neusgat. Op de voorste bovenrand van het bovenkaaksbeen bevindt zich een driehoekige uitholling. Het postorbitale maakt geen deel uit van de achterrand van de oogkas. In de onderkaak ligt het voorste deel van het prearticulare onder het achterste deel van het spleniale. Schuin boven en binnen de binnenste onderste gewrichtsknobbel van het dijbeen bevindt zich een opvallende verruwing als aanhechting voor een pees.
Daarnaast is er een unieke combinatie van op zich niet unieke kenmerken. Op de bovenkant van de neusbeenderen bevinden zich twee ovale uithollingen. De fossa antorbitalis reikt tot over het raakpunt van bovenkaaksbeen, traanbeen en jukbeen. Het prefrontale steekt naar beneden uit en raakt het bovenkaaksbeen. Sommige ruggenwervels hebben een langwerpig wervellichaam dat 30% langer is dan breed. De staartknots is ruwweg zeshoekig in bovenaanzicht waarbij het breedste punt zich dicht bij het achtereind bevindt.

### Skelet

#### Schedel en onderkaken

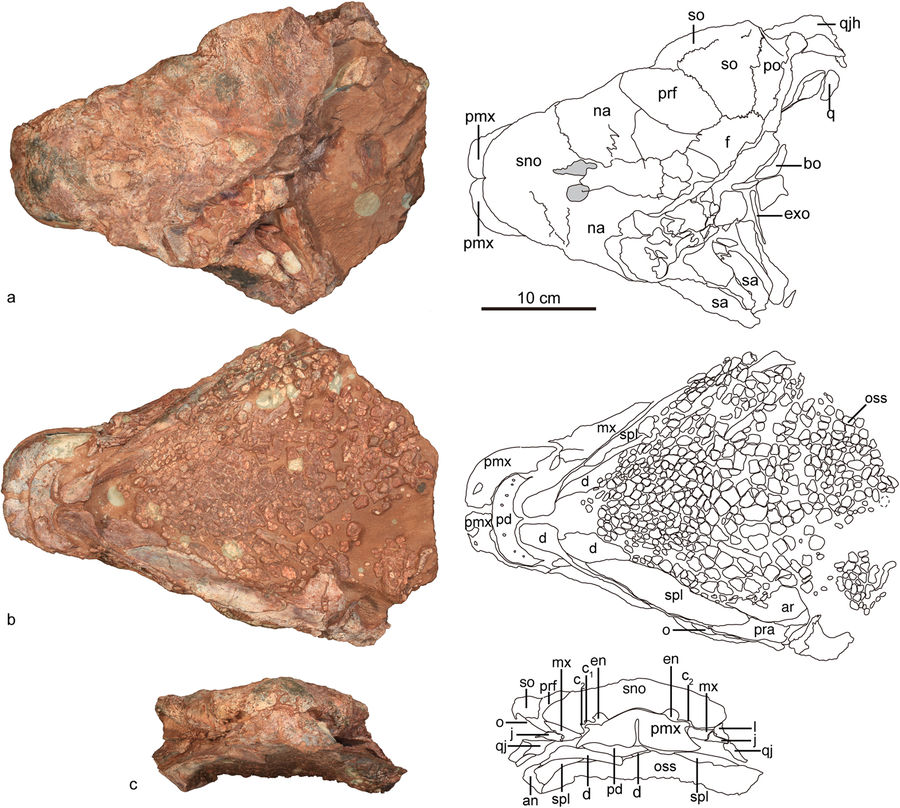
De schedel

De schedel van het holotype heeft een bewaarde lengte van 335 millimeter. Hij is langer dan breed met een geschatte achterste breedte van zevenentwintig centimeter. De snuit is in bovenaanzicht relatief smal toelopend maar vooraan recht afgesneden. De bovenkant van de snuit is bedekt door een patroon van onregelmatige groeven, zodanig dat het pantser niet uit duidelijk afgescheiden caputegulae bestaat, een basaal kenmerk. Het holotype zou een jong dier kunnen zijn, met een lengte van rond de vier meter, aangezien de schedelnaden nog zichtbaar zijn en de fossa antorbitalis niet gesloten is. Het neusgat staat schuin naar buiten gericht. Achter het neusgat bevinden zich drie extra openingen, verbonden met een systeem van interne luchtholten, waarvan de B zich op de grens van praemaxilla en bovenkaaksbeen bevindt en relatief klein is. De C1 en C2 staan relatief hoog. De bovenrand van de oogkas staat naar buiten uit. Het schedeldak is ter hoogte van de traanbeenderen niet ingesnoerd.
De praemaxilla is tandeloos en bovenop bedekt met pantserplaten, wat zeldzaam is. De beennaad tussen praemaxilla en bovenkaaksbeen helt naar achteren. Het bovenkaaksbeen heeft een vlakke zijkant. Vooraan overlapt een afhangende osteoderm de bijdrage van de maxilla aan de snijrand van de snavel. De neusbeenderen kepen de voorhoofdsbeenderen in. Twee langwerpige openingen liggen in de lengterichting aan weerszijden van de middenlijn. Het neusbeen raakt het traanbeen niet. Het relatief grote prefrontale raakt vooraan het bovenkaaksbeen. Het traanbeen is driehoekig.
Boven de oogkas vormen de twee supraorbitalia een doorlopende zijrichel, zonder punten. Naar achteren loopt die richel uit in een hoorn die duidelijk gescheiden is van de squamosale hoorn. Het achterste supraorbitale lijkt het postorbitale van de oogkas uit te sluiten. Daartoe moet het het jukbeen raken en zo wordt het ook in het beschrijvende artikel geïllustreerd maar het wordt in de tekst ervan niet vermeld. Achteraan loopt het quadratojugale uit in een hoorn maar compressie maakt vorm daarvan onzeker.
De onderkaak heeft geen grote bedekkende osteoderm op de zijkant maar wel groeven langs de buitenste onderzijde. Dit werd gezien als een teken dat osteodermen uitgroeisels waren van de botten, geen vastgegroeide huidverbeningen. Het prearticulare ligt vooraan op het spleniale in plaats van andersom als bij veel verwanten. Het angulare is kort en niet van binnenuit zichtbaar. Delen van het tongbeen zijn gevonden in de vorm van twee langgerekte ceratobranchialia met lengtegroeven.
In 2021 stelde een studie naar het micro wera op het gebit dat bij het sluiten van de onderkaak eerst een verticale beweging werd uitgevoerd maar dat die daarna werd voortgezet in een horizontale beweging van voor naar achter. Dat zou typisch zijn voor alle basale ankylosauriërs.

#### Postcrania

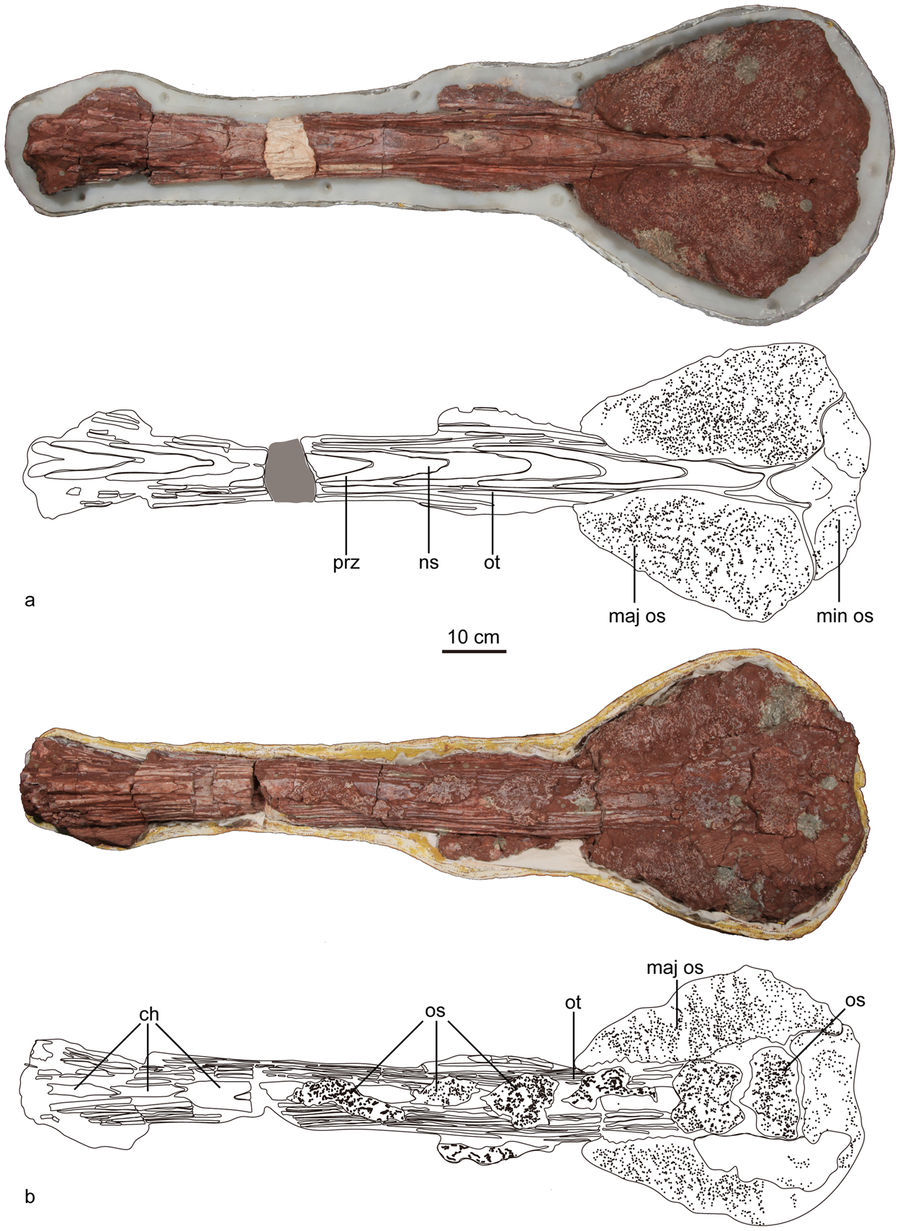
De staartknots in bovenaanzicht en onderaanzicht

In de hals is de draaier lang met een robuuste wervelboog en een massief en breed tandvormig uitsteeksel. Het doornuitsteeksel is laag met aan de zijkanten naar beneden afhangende en evenwijdig lopende achterste gewrichtsuitsteeksels. Bij een bewaarde meer achterste halswervel sten de zijuitsteeksels schuin omlaag. Het ruggenmergkanaal is relatief groot en breed.
De ruggenwervels zijn opvallend lang, met 1,3 maal de breedte de meest langwerpige die van enige ankylosauriër bekend zijn. De wervelboog ligt op de voorste helft van de wervel. Het ruggenmergkanaal is hier smaller dan bij de halswervels. De zijuitsteeksels steken maar matig schuin omhoog. Bij de sacrale wervels zijn ribben en zijuitsteeksels vergroeid tot een hoge structuur met een zandlopervormig dwarsprofiel.
"Vrije" wervels van de staartbasis zijn niet bekend. Dit vormt een belangrijke onzekerheid bij het bepalen van de lichaamslengte. De achterste tien staarwervels vormen de "hendel" van de staartknots. Deze wervels zijn bij ankylosaurinen verstijfd door de doornuitsteeksels, verbeende pezen en chevrons. De doornuitsteeksels grijpen in elkaar, wat mogelijke gemaakt wordt doordat de voorste gewrichtsuitsteeksels uiteen wijken. Zulke structuren kunnen V-vormig of U-vormig zijn: bij Jinyunpelta ligt het er een beetje tussenin waarbij de prezygapofysen een hoek mer elkaar maken van tussen de 14° en 25°. Op de onderkant van de hendel liggen direct voor de knots vier langwerpige osteodermen. Waar de hendel de onderkant van de knots draagt liggen twee grotere osteodermen die juist breder zijn dan lang.
De staartknots wordt gevormd door twee grote buitenste osteodermen en drie ruitvormige kleinere binnenste waarvan er twee de achterrand uitmaken en één meer vooraan in het midden ligt. De knots is verticaal afgeplat en heeft in bovenaanzicht een zeshoekig profiel. Zij is langer dan breed, met het breedste punt meer naar achteren gelegen zodat de zijdelingse osteodermen wigvormig worden. Het breedste uitsteeksel vormt een vrij spitse punt. Bij het paratype heeft de knots een lengte van 455 millimeter en een breedte van 431 millimeter, wat duidt op een vrij groot individu. Alle osteodermen van hendel en knots hebben een sponsachtige botstructuur.
Het schouderblad is bovenaan vrij sterk verbreed. De onderkant steekt sterk naar voren en beneden uit met daarachter op de onderrand een sterke verruwing voor de aanhechting van de Musculuis triceps longus caudalis. Het opperarmbeen heeft de gebruikelijke robuuste bouw die wijst op een zware musculatuur. De hand draagt vijf vingers.
Bij het darmbeen steekt het voorblad wat schuin naar boven, met een rechte richel op de onderzijde. Bij het zitbeen ontspruit de schacht plotseling uit het hoofdlichaam en heeft bovenaan de kleinste breedte. Naar onder verbreedt de schacht zich geleidelijk om nog voor het einde weer te versmallen, eindigend in een abrupte afsnijding zonder "voet". Het dijbeen heeft een vrij sterk uitstekende vierde trochanter. Aan de onderste buitenzijde ligt een vrij lage verruwing voor de Musculus gastrocnemius, de kuitspier die het bovenbeen met de voet verbindt. Welke spier verbonden was aan de apomorfe verruwing aan de binnenzijde, is onduidelijk. Het kuitbeen lijkt niet vergroeid te zijn met het hielbeen.

### Osteodermen
Op de keel zijn talrijke kleine beenschubben gevonden met een diameter van vijf tot vijftien millimeter. De beenschubben nabij de onderkaken liggen daar evenwijdig mee in rijen. Meer naar achteren is hun positie onregelmatig. De schubben midden op de keel zijn groter. Samen vormden deze ossicula een bescherming van de hals.
Het bekken is bedekt door driehoekige grotere platen, verbonden door een groot aantal beenschubben.

## Fylogenie
Jinyunpelta werd in 2018 binnen de Ankylosauridae in de Ankylosaurinae geplaatst. Het zou dan de oudste bekende ankylosaurine betreffen. Volgens een cladistische analyse in het beschrijvende artikel was Jinyunpelta ook de meest basale bekende ankylosaurine, onder Crichtonpelta in de stamboom geplaatst. Daarnaast is het de oudste en meest basale ankylosauride met een staartknots: voor 2018 was de oudste vorm die met zekerheid dit kenmerk bezat Pinacosaurus uit het Campanien. Dat de staartknots tamelijk groot is, wees erop dat dit kenmerk zich al vroeg in de ankylosauride evolutie moet hebben ontwikkeld. Verder is Jinyunpelta de meest zuidelijke bekende ankylosauride uit Azië.